# Physaria oregona
Physaria oregona är en korsblommig växtart som beskrevs av Sereno Watson. Physaria oregona ingår i släktet Physaria och familjen korsblommiga växter. Inga underarter finns listade i Catalogue of Life.